# Johann Joachim Schröder
Johann Joachim Schröder (* 6. Juli 1680 in Neukirchen (Knüll); † 19. Juli 1756 in Marburg) war ein deutscher Orientalist, Bibliothekar, protestantischer Theologe und Kirchenhistoriker.

## Leben
Der Sohn des Kaufmanns, Ratsherrn und Kirchenältesten Johann Christoph Schröder und dessen Frau Judit geb. Funck, der Tochter des Neukirchener Bürgermeisters, hatte mit dreizehn Jahren das Gymnasium in Hersfeld besucht. 1698 bezog er die Universität Marburg, wo er ein Studium der Philosophie und der Theologie absolvierte. Dazu besuchte er die Vorlesungen an der philosophischen Fakultät bei Georg Otho (1634–1713), Johann Georg Brand (1645–1703), Maximilian Percelli (1648–1703), Valentin Riemenschneider (1628–1724) und Samuel Andreae (1640–1699). Auf der theologischen Fakultät waren seine Lehrer Philipp Johann Tilemann (1640–1708), Johannes Lorentz Croll (1641–1709), Thomas Gautier (1638–1709) und Christian Ludwig Mieg (1668–1740).
Da er eine besondere Vorliebe für die orientalischen Sprachen gewonnen hatte, ging er im Anschluss zu Hiob Ludolf nach Frankfurt am Main, wo er Studien der äthiopischen und armenischen Sprache betrieb. Auf Kosten seines Landesherrn absolvierte er 1705 eine Gelehrtenreise, die ihn an die Universität Utrecht führte, wo er die Ausführungen von Hermann Alexander Roëll, Melchior Leydecker (1642–1721), Heinrich Pontanus (1653–1714) und vor allem Adrian Reland (1676–1718) verfolgte. Weitergereist an die Universität Amsterdam, besuchte er Wilhelm Surenhus (1666–1729) und hatte von verschiedenen gelehrten Juden reichhaltige Anregungen erhalten, sein Sprachstudium weiterzuentwickeln. Als günstig erwies sich, dass sich in Amsterdam die beiden armenischen Bischöfe Thomas Golthanensis († um 1708 in Amsterdam) und Lukas Nurigianides aufhielten.
Von diesen lernte er seine Sprachkenntnisse im Armenischen zu erweitern. Gemeinsam mit Thomas Golthanensis wollte er in den Orient reisen. Da dieser in Amsterdam erkrankte, reiste Schröder 1707 nach Moskau, um dort auf Golthanensis zur Weiterreise in den Orient zu warten. In Moskau machte er sich mit den russischen Gebräuchen, der Sprache, der Religion und des Bildungswesens vertraut. Da ihm durch den Tod seines Reisebegleiters der Zugang in den Orient versagt blieb, kehrte er 1709 wieder in Amsterdam zurück, wo er nach weiteren Studien der armenischen Sprache begann, eine armenische Grammatik zu verfassen. Zurückgekehrt nach Kassel, trat er mit abermaliger Unterstützung seines Landesherrn eine Reise nach England an. So lernte er in London, an der Universität Cambridge und an der Universität Oxford die bedeutendsten Orientalisten des Landes kennen.
Auf der Rückreise nach Deutschland reiste er über Amsterdam, wo er seine armenische Grammatik 1711 unter dem Titel Thesaurus linguae Armenicae herausbrachte. 1713 wurde er daraufhin von seinem Landesherrn zum Professor für orientalischen Sprachen und der Kirchengeschichte an die Universität Marburg berufen, wo er bald danach auch die Professur der hebräischen Altertümer und das Universitätsbibliothekariat übernahm. Während jener Zeit sorgte er unter anderem dafür, dass die Müllerische Universitätsbuchdruckerei über fast alle Schriftsätze der orientalischen Sprachen verfügte. 1727 leitete er als Prorektor die Universität. 1737 wurde er außerordentlicher Professor der Theologie und übernahm 1746 die Leitung des Pädagogiums in Marburg, welche Funktionen er bis zu seinem Lebensende ausübte.
Sein Hauptwerk ist der „Thesaurus linguae Armenicae antiquae et hodiernae“, in dem er über das Alter, die Geschichte und die Grammatik der armenischen Sprache schreibt und auch Auszüge aus armenischer Literatur gibt. Zudem verfasste Schröder viele philologische und kirchengeschichtliche Abhandlungen.

## Familie
Schröder war zwei Mal verheiratet. Seine erste Ehe schloss er am 14. Mai 1715 mit Catherina Christiane († 20. Februar 1718), die Tochter des Amtsschultheißen Ludwig Conrad Geise in Neukirchen. Die Ehe blieb kinderlos. Seine zweite Ehe ging er 1718 mit Marie Amalie, die Tochter des Metropolitans in Ziegenhain, Salomon Berthold, ein. Aus der Ehe stammen vier Söhne und sechs Töchter. Von den Kindern kennt man:
- Nikolaus Wilhelm Schröder (22. August 1721 in Marburg; † 30. Mai 1798 in Groningen)  1743 ao. Prof orientalische Sprachen Marburg, 1745 o. Prof. der morgenländischen Sprachen und Griechisch an der Universität Groningen, Universitätsbibliothekar u. Inspektor der Lateinschulen ebd.
- Ludwig Konrad Schröder (* 8. Oktober 1724 in Marburg; † 25. Oktober 1801 in Groningen) 1761 Prof. des Natur und Völkerrechts an der Universität Groningen
- Johann Wilhelm Schröder (* 15. Juni 1726 in Marburg; † 8. März 1793 ebenda) Professor der orientalischen Sprachen und der hebräischen Altertümer, sowie Professor der griechischen und hebräischen Sprache an der Universität Marburg
- Philipp Georg Schröder (21. April 1729 in Marburg; † 14. März 1772) Professor der Medizin ab 1754 in Rinteln, ab 1762 in Marburg und ab 1764 in Göttingen sowie königlicher und kurfürstlicher Leibarzt, zudem Naturwissenschaftler
- Anne Marie Dorothea Schröder († jung)
- Gertrud Elisabeth Schröder (†jung)
- Marie Christine Schröder
- Susanne Christiane Schröder
- Esther Amalie Schröder verh. mit dem Pfarrer in Kirchenhain Christian Gerhard Duising
- Catharine Elisabeth verh. mit dem Prof. der Rhetorik und Poetik in Marburg Johann Nikolaus Funck

## Werke
- Trauercypressen, oder letztes Ehrengedächtniß Th. H. Neuberts Predigers zu Hülse. Marburg 1702
- Diss. inauguralis de Abrahami risu. Marburg 1703
- Thesaurus linguae Armenicae, antiquae et hodiernae. Amsterdam 1711
- Progr. de Patriarcharum, et separatim Josephi, laudibus, ad aud. sub ejus praesidio orationem hebraicam J. W. Schoenfeld, Neukirch. Hass. da vita et rebus gestis Jacobi Patriarchae. Marburg 1713
- Progr.  de veritatis studio etc.  Marburg 1714
- Diss. de rebus Armenicis ad J. Chamberlaynium. Marburg 1714
- Diss. de ruto ardente et non comburente (ad Exod. 3, 1 sqq). Marburg 1714
- Diss. historica de cereorum diurnorum in ecclesiis christianis origine et usu. Marburg 1715
- Diss. de annis Achasiae, Judaeorum Regis, ad concilienda loca 2 Reg. 7, 26 et 2 Chron. 12, 2. Marburg 1715
- Diss. philol. critica de primaeva lingua Ebraica. Marburg 1716
- Diss. I et II de natura linguae Ebraicae. Marburg 1716–1717
- Diss. Historia de haeresi  Audianorum. Marburg  1716
- Theses philosophicae miscellaneae. Marburg  1716
- Diss. de precibus Hebraeorum. Marburg 1717
- Diss. de haeresi Apollinaristica. Marburg 1717
- Diss. de Nebuchadnetsare, Chaldaeorum Rege. Marburg 1719
- Diss. hist. eccles. de Nethinaeis. Marburg 1719
- Diss. I et II de Pseudoprophetis. Marburg 1720
- Diss. ad locum difficillimum Genes. 4, 23. 24. de Lemecho homicida ejusque vindicta. Marburg 1721
- Theses selectae ex antiquitalibus ebraicis.  Marburg 1722
- Diss. philol. de hortis veterum Ebraeorum.  Marburg 1722
- Diss. ad locum Judic. 15, 4. 5. de vulpibut Simsonis b, l. von Simson’s Füchsen. Marburg 1723
- Diss. de Azazelis hirco ejusque ritibus ac mysterio. Marburg 1725
- Progr. quo publicatum est festum saeculare secundum Acad. Marb. Marburg 1727
- Progr. in obitum Catharinae Christianae, J. S. Kirchmeieri Theologiae D. et Prof. coni. Marburg 1727
- Veterum Poëtarum Graecorum  poëmata aut poëmatum . . . selecta, eo consilio nuno denuo digesta, ut juveatuis non unum, sed plerosque omnes Poëtas Graecos, quorum quidem scripta supersunt, mature cognoscere possit. Marburg 1733
- Orationes veterum Oratorum Graecorum selectae. Marburg 1734
- Hypomnemata historiae ecclesiasticae a Christo nato secundum saeculorum ordinem digesta, et in usum auditorii sui edita. Marburg  1737
- Diss. da veterum Ebraeorum primogenitis et eorum praerogativis maxime sacerdotio. Marburg 1741
- Diss. theologico - philologica de Urim et Tymmim in Pontificis Ebraeorum pectorali positis, in qua errores veterum et recentiorum indicantur et refutantur, vera sententia exponitur et de-monstratur, varia Sacrae Scripturae loca, inprimis Exod. 28, 30. 39, 8 sqq. Levit. 8. 8. Numer. 27, 21. Deut. 83, 8. 1 Sam. 28, 6. 30, 7. Hos. 3, 4 etc. solide vindicantur et explicantur, totumque argumentum in clara luce collocatur. Marburg 1744
- Theses selectae ex antiquitalibus Ebraicis. Marburg 1745
- Progr. ad audiend. orationem inauguralem J. G. Kraft. Marburg 1745
- Progr. in funere Jo. Borelli, Med. D. Marburg 1747
- Progr. ad eligendum novum Prorectorem acad. Marburg 1748
- Positionas miscellaneae ex antiquitatibus ebraiois depromtae. Marburg 1748